# HDBaseT
HDBaseT — технология, позволяющая по стандартному кабелю категории Cat5/6 передавать аудио- и видеоданные, сигналы управления, обеспечивать подключение к сети интернет, а также обеспечивать питание устройств с потребляемой мощностью до 100 Вт. В качестве соединительного разъёма применяется стандартный 8P8C-коннектор.

Разъём 8P8C (RJ-45)

Стандарт был разработан в 2007 году Valens Semiconductor. Впоследствии для его продвижения на рынок был основан
альянс HDBaseT, в состав которого на данный момент входят: LG Electronics, Samsung Electronics, Sony Pictures Entertainment и Valens Semiconductor. 29 июня 2010 была представлена финальная версия спецификации HDBaseT.
Реализация включает в себя пару чипов ресивер-трансмиттер.
Согласно спецификации соединение по технологии HDBaseT должно обеспечивать:
- Пропускную способность для несжатого видео/аудио до 10.2 Гб/с (с возможностью увеличения до 20 Гб/с)
- Пропускную способность Ethernet до 100 Мб (с возможностью ускорения до 1 Гб/с)
- Обеспечение питанием устройств мощностью до 100 Вт
- Поддержку USB
- Максимальную длину соединительного кабеля до 100 м